# Емуртлинский
Емуртлинский — посёлок в Упоровском районе Тюменской области России. Входит в состав Емуртлинского сельского поселения.

## География
Посёлок находится на юго-западе Тюменской области, в пределах юго-западной части Западно-Сибирской низменности, в лесостепной зоне.Расположен в 1 км восточнее села Емуртла  на расстоянии 25 км от села  Упорово, административного центра района. 

### Климат
Климат континентальный с холодной продолжительной зимой и тёплым относительно коротким летом. Средняя температура воздуха самого холодного месяца (января) — −18,7 °C (абсолютный минимум — −47,3 °C); самого тёплого месяца (июля) — 18 °C (абсолютный максимум — 38,4 °С). Безморозный период длится в среднем 111 дней. Среднегодовое количество атмосферных осадков составляет 181—469 мм, из которых 70 % выпадает в тёплый период. Продолжительность залегания снежного покрова составляет в среднем 164 дня.

### Часовой пояс
Посёлок Емуртлинский, как и вся Тюменская область, находится в часовой зоне МСК+2. Смещение применяемого времени относительно UTC составляет +5:00.

## История
В 1929 году образован зерносовхоз «Новозаимский» с центром в г. Заводоуковске Общая площадь 100-120 тыс. га, часть Емуртлинской земли вошла в зерносовхоз «Новозаимский». В 1934 году ЗСХ «Новозаимский» разделили на два самостоятельных зерносовхоза «Новозаимский» и «Емуртлинский». Приказом №310 по народному комиссариату зерновых и животноводческих совхозов СССР от 22.02.1934 года образован зерносовхоз «Емуртлинский» с пятью отделениями из них два новых 1-е (п.Октябрьский) и 4-е отделения (п.Емуртлинский). «Зерносовхоз «Емуртлинский» - общая площадь земель 24829 га, в том числе пахотных 18356 га, пять отделений.  
4-е отделение образовано в 1934 году с центральной усадьбой зерносовхоза «Емуртлинский». С 1934 года в составе ЗСХ «Емуртлинский», с 1937 года в ЗСХ «Новозаимский», с 1941 года в ЗСХ «Емуртлинский».  В 1960-е годы центральной усадьбе дали название посёлок «Емуртлинский». 
Указом Президиума Верховного Совета СССР совхоз «Емуртлинский» в 1971 г. за успехи, достигнутые в развитии сельскохозяйственного производства, и выполнение восьмого пятилетнего плана был награжден орденом «Знак Почета». 

## Население
| 1989. | 2002 | 2010 | 2021 |
| 908   | 818  | 701  | 682  |

| 2010 |
| ---- |
| 701  |

## Инфраструктура
В поселке 8 улиц: Молодежная, Советская, Ленина, Мира, Нохрина, Октябрьская , Садовая и Березовая. В посёлке находится детский сад, спортзал и дом культуры.

## Галерея

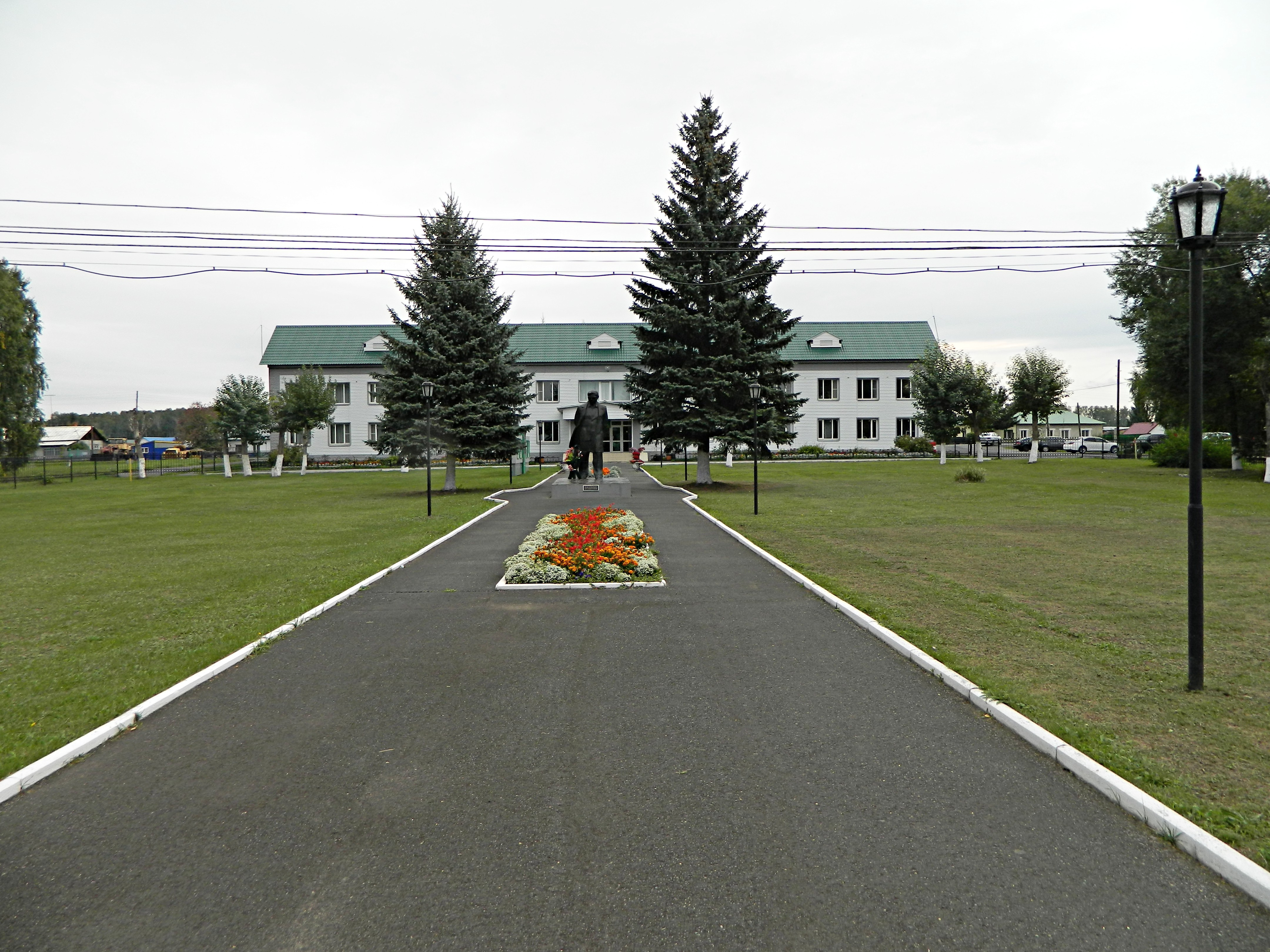
Поселок Емуртлинский. Памятник Нохрину А.Д.
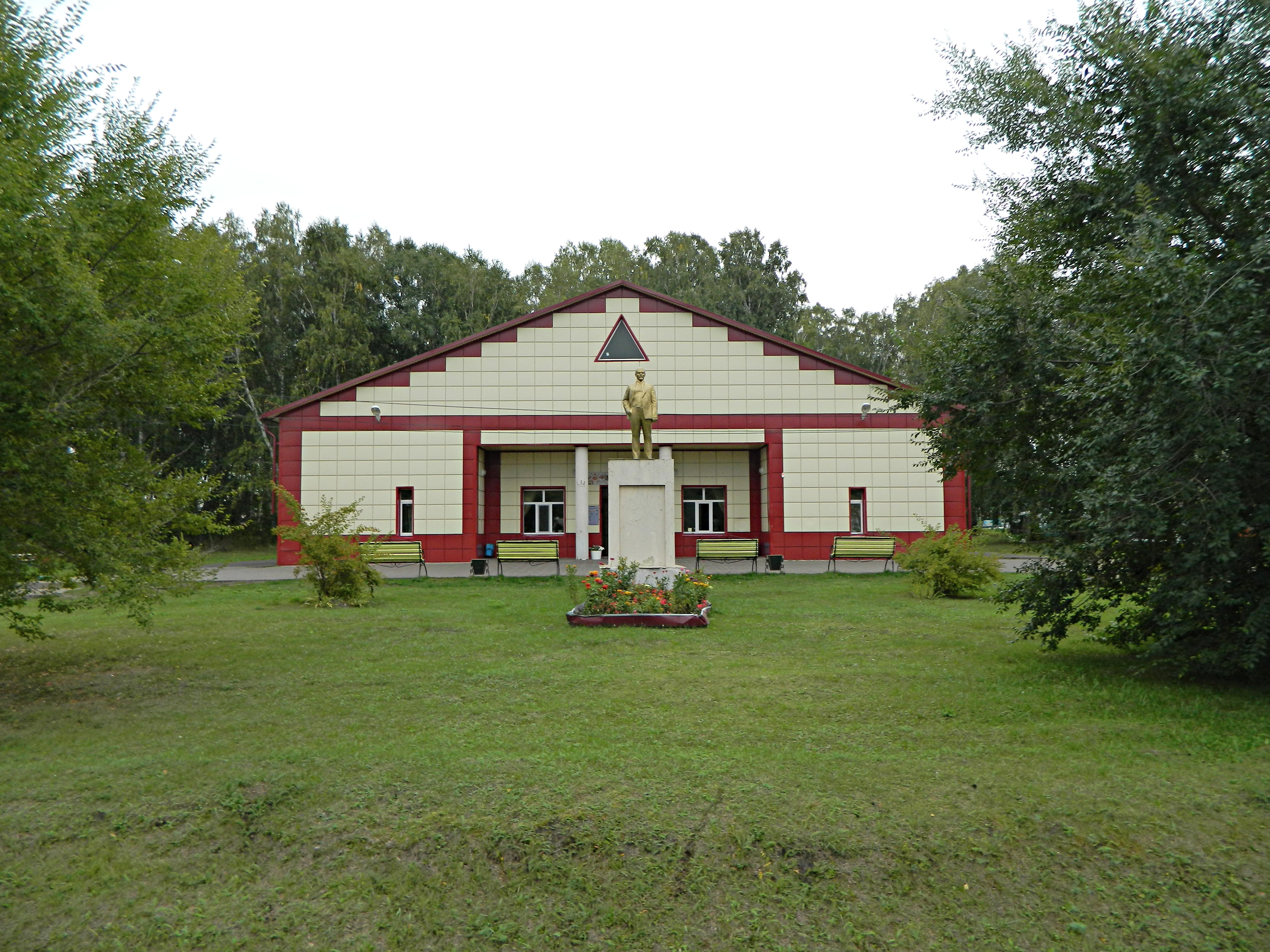
п.Емуртлинский. Дом культуры
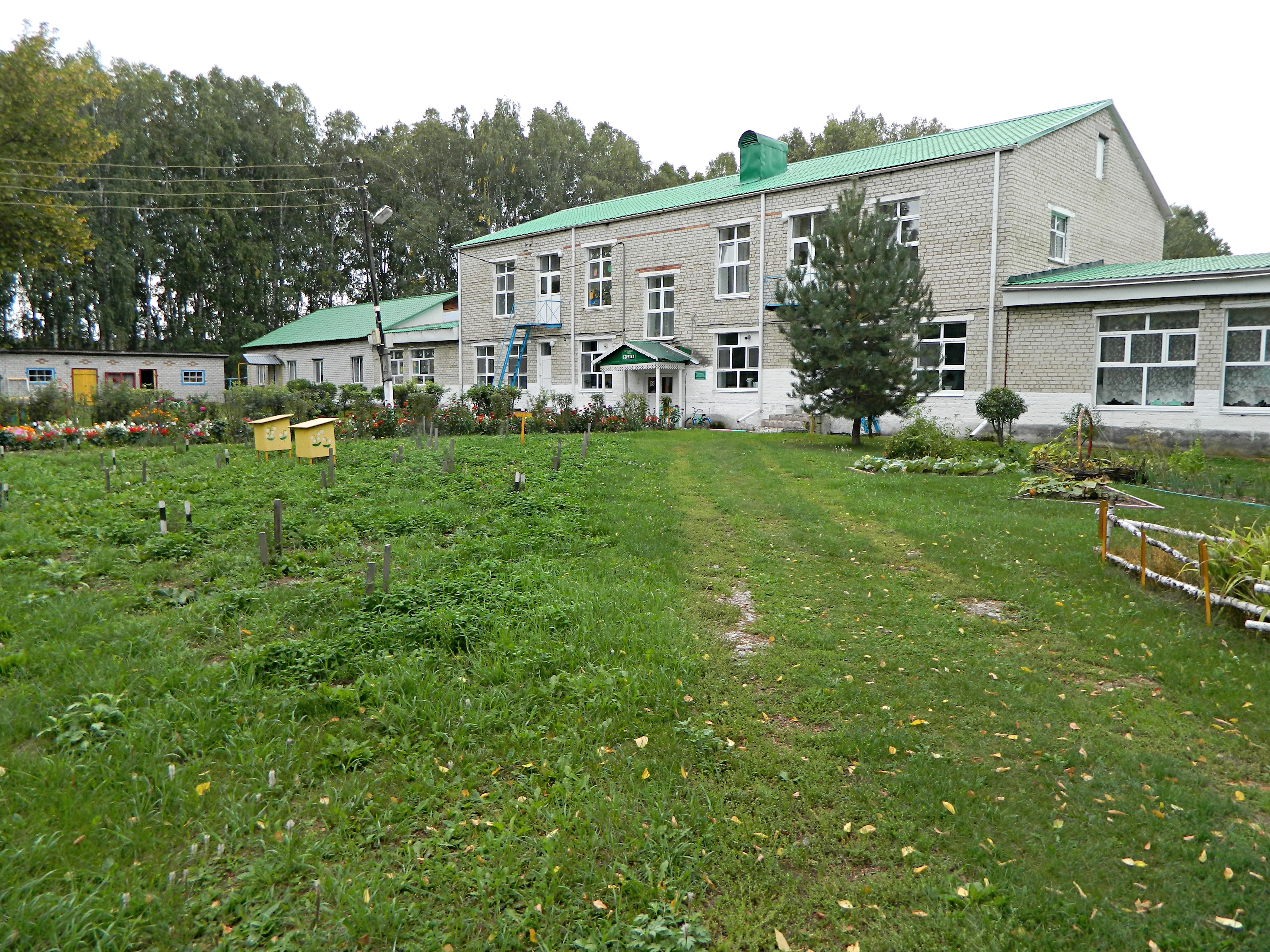
п. Емуртлинский. Детский садик
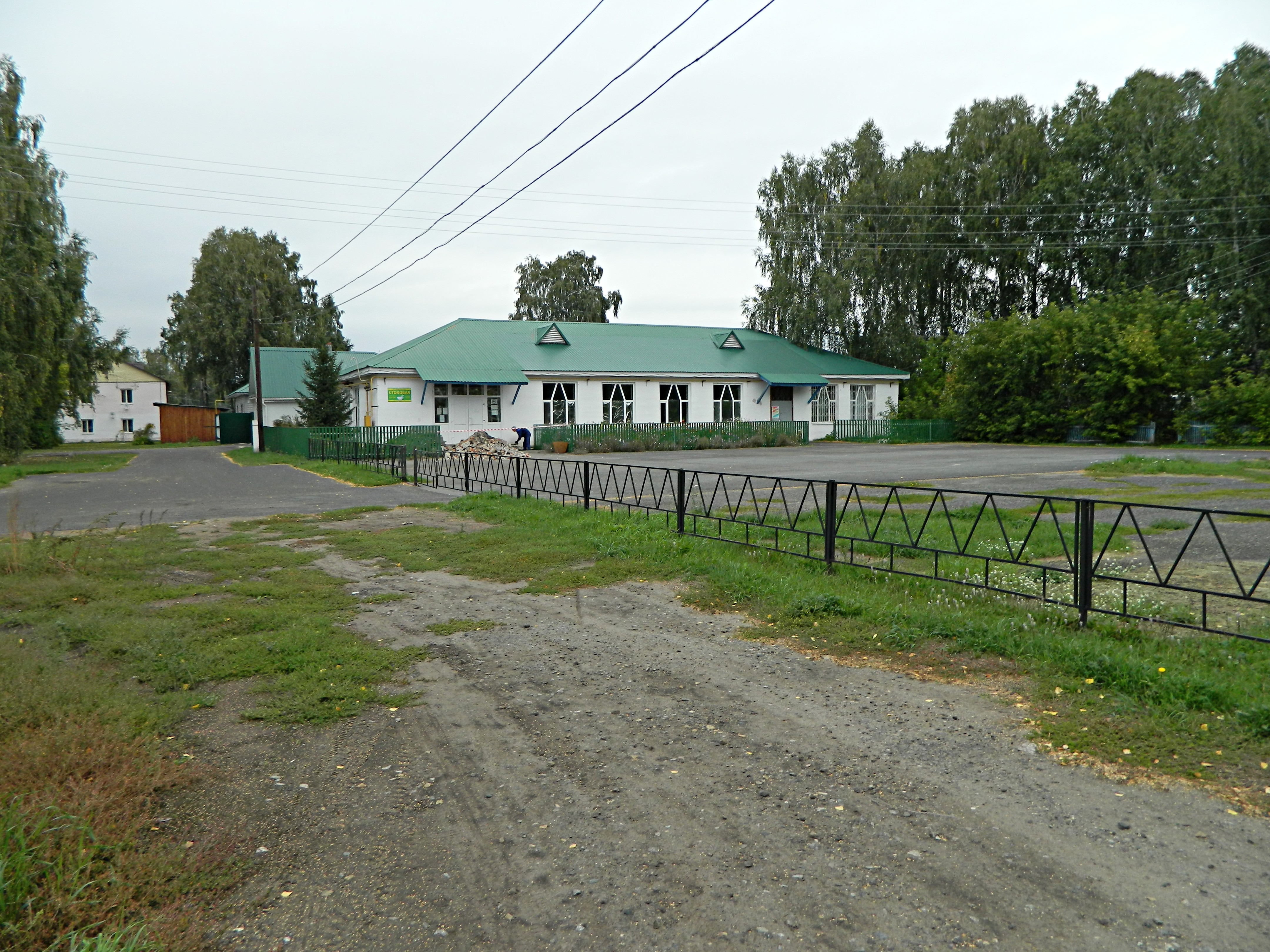
п. Емуртлинский. Столовая
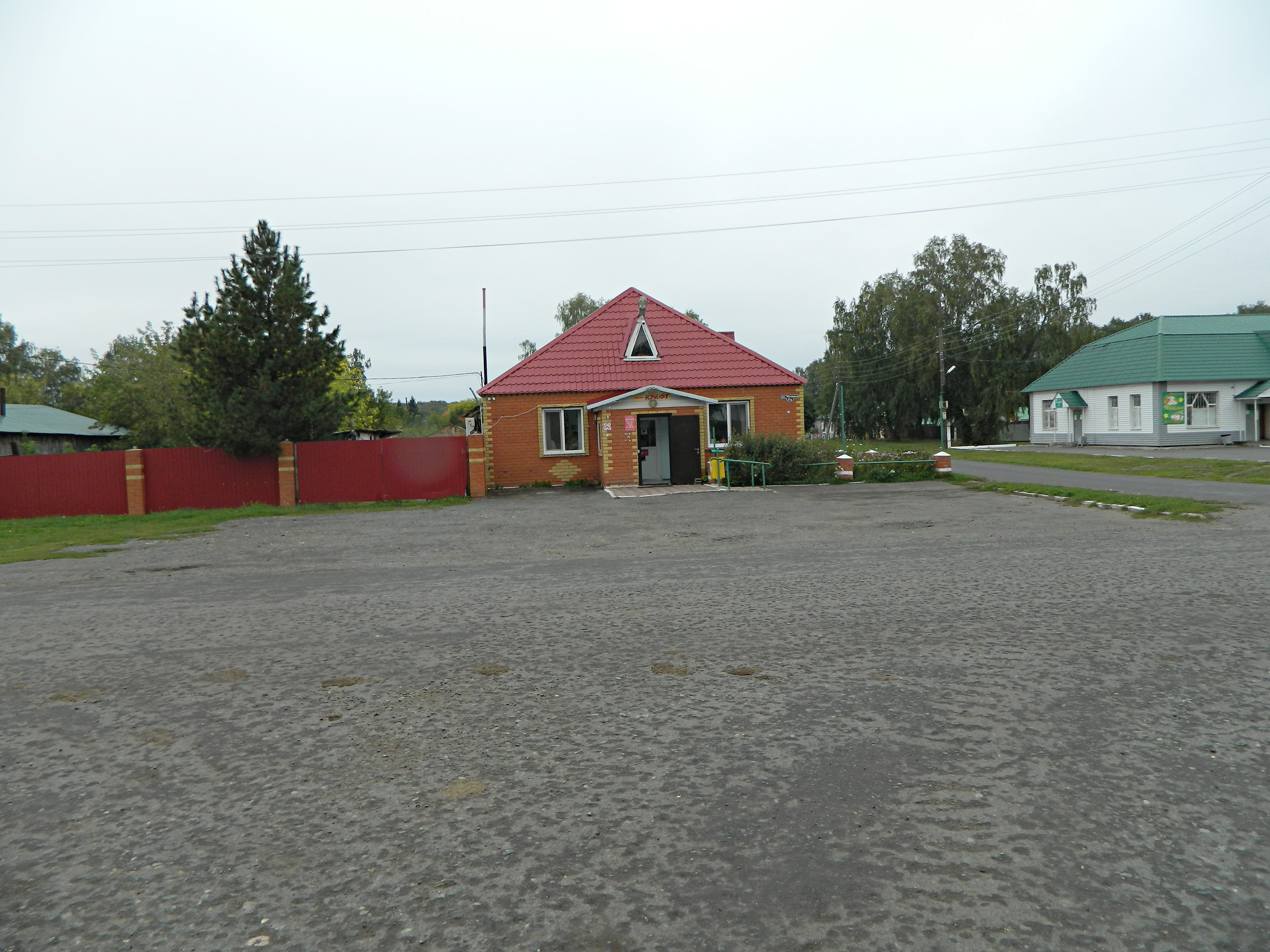
п. Емуртлинский
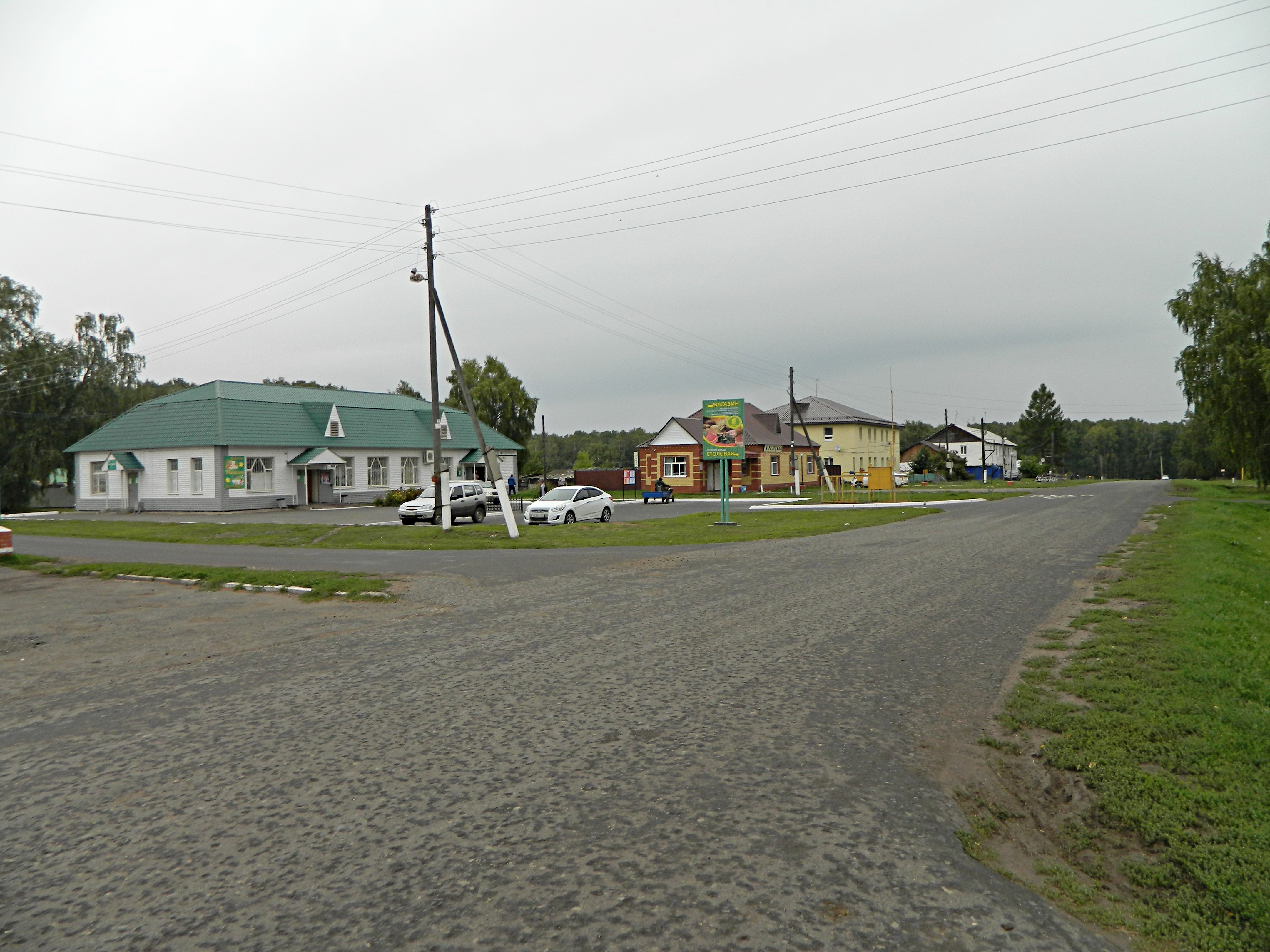
п. Емуртлинский
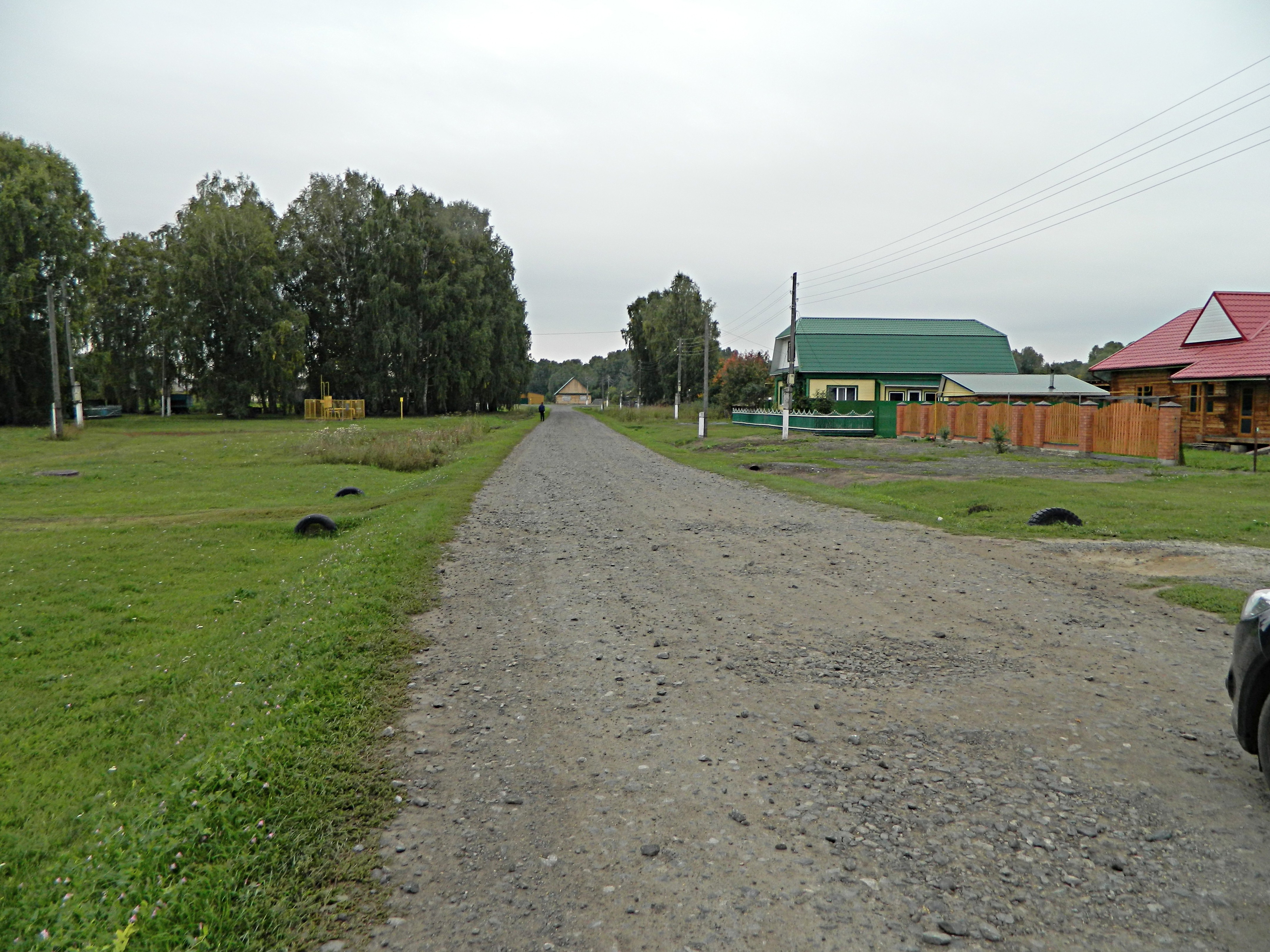
п. Емуртлинский
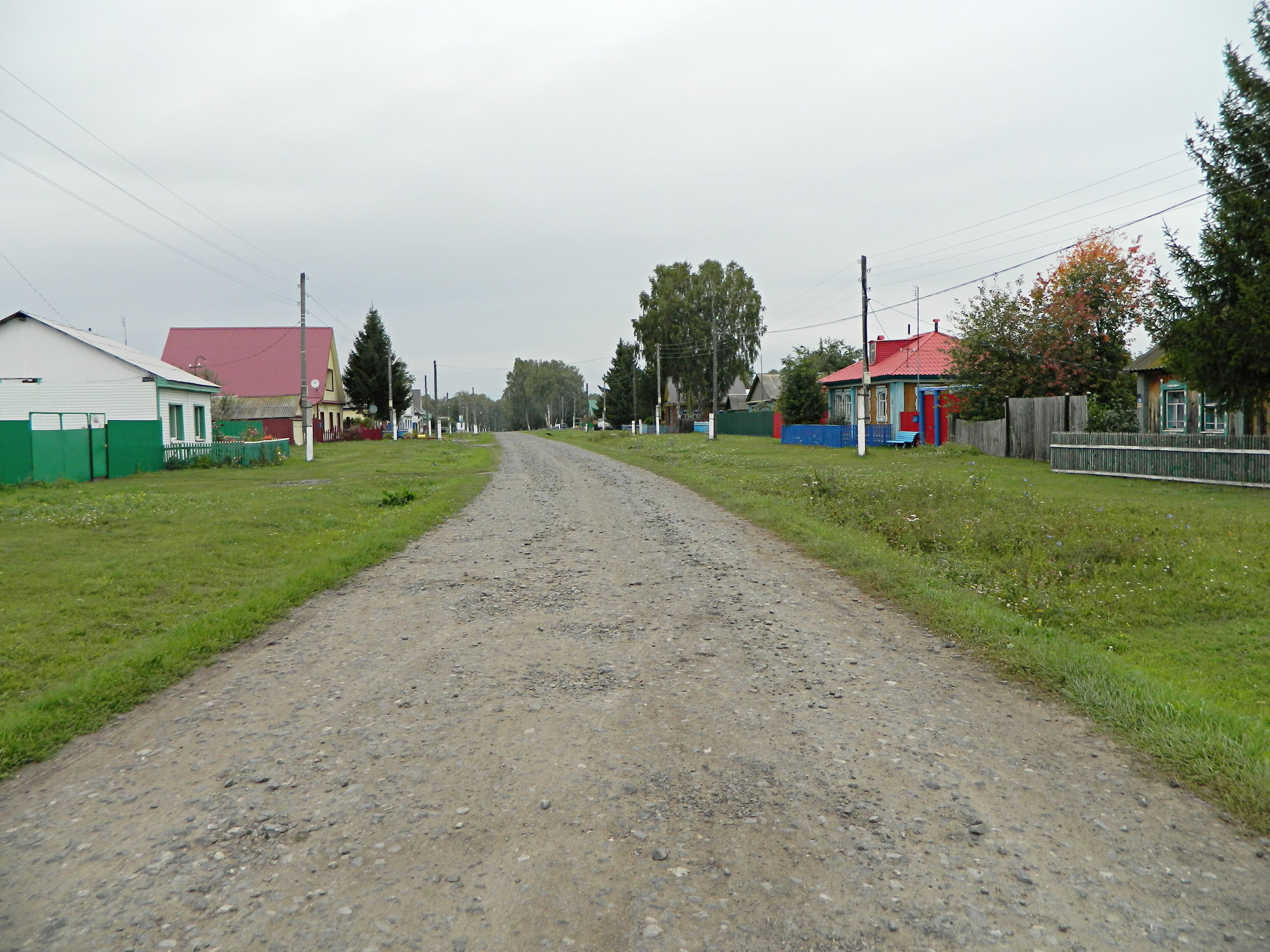
п. Емуртлинский